# Хипокауст
Хипокауст (лат. hypocaustum, grč. грч. речи ὑπόϰαυστον, од ὑπό : испод ϰαυστός: загрејан, запаљен), у античком Риму, означаво је систем за грејање просторија испод пода помоћу врелога ваздуха. Сматра се да је овај систем у 2. веку п. н. е. изумео Сергије Ората. Овај систем загревања задржао се у неким европским манастирима-самостанима до 9. века.

## Терминологија која се кориситила за инсталације за загревање у античком свету
Hypocaustum - латинизовани облик грчке речи ὑυπόκαυστον настале од глагола ὑποκαίω (потпаљивати, запалити, горети испод). У изворима најчешће означава издигнути под који почива на стубићима, синоним за суспензуру, а понекад и за просторије које се загревају у купатилима.
Suspensura - од латинске речи suspendo, 3, spensi, spensum — под - упрети, окачити да виси, учинити да лебди.
Tubulation - модеран израз настао од латинских речи tubus — цев и tubulatus — цеваст, шупаљ.
Praefurnium - латинска реч, кованица од речи prae furnus — испред пећи, синоним је propnigeum, за који поједини истраживачи претпостављају да означава ложионицу.

## Историја
У периоду од 3. до 2. века п. н. е. пронађена је технологија загревања подова, позната као хипокауст, која се најпре јавила у грчким колонијама у Великој Грчкој (Magna Graecia) и на Сицилији, a у периоду од 2. до 1. века п. н. е. потврђена је његова примена у Грчкој, у Олимпији, Гортини, и у Италији у Помпеји. По неким изворима сматра се да је овај систем у 2. веку п. н. е. изумео Сергије Ората.
У другој половини 1. века п. н. е. откривена је модиифицирана техника загревања код које су се уместо уместо подова, загревали зидови за коју Сенека бележи да је заснована на „цевима што воде у зид“ (inpressi parietibus tubi), или шупљих цеви (tubuli) и опека са брадавицама (tegulae mammatae). Примери су забележени у јавном купатилу из доба Херода у Масади и приватном купатилу Куће Менандра у Помпеји (око 30. године п. н. е.).

## Принцип рада
Врели ваздух загрејан у ложишту специјално конструисаних пећи за грејање (лат. preafurnium) усмераван је између низа стубова зиданих од цигле-опеке (лат. suspensurae) испод пода горње просторије или кроз шупље опеке у зидовима (лат. tubuli). Историјски гледано систем се задржао у неким европским манастирима све до 9. века.

## Конструкција
Систем хипокауста састоји се од:
- просторије са издигнутим подом (лат. suspensura)
- стубаца (лат. pilae) са четири имбрекса који су носачи сводова преко којих је долазио слој опека у циљу повећавања стабилности пода.
- зидова са облогама од шупљих опека (лат. tubulatio),
- пећи за загревање (лат. praefurnium) која се налазила у ложионици, загреваног објекат.
- димњака или димоводни канала који су прављени у зиду, постављани у жлебу или прислањани уз зид, најчешће у углу, а дим су одводили кроз зид, а не преко крова.

Систем загревања римских купатила и других објеката био је различит од данашњег грејања.Топлота се, за разлику од данашњих радијатора, ширила по великим површинама, подовима, зидовима, сводовима. Као гориво је коришћено дрво. Међутим, да би се постигла температура, било је потребно доста времена. Међутим добра страна је та што је једном загрејана подлога дуго могла да емитује топлоту и лако да се одржава. У већим јавним купатилима и великим резиденцијама ватра углавном није гашена током ноћи.
Плиније помиње да када му у летњиковац дођу ненајављени гости, радије их води у јавно купатило у оближњем граду (Vicus Augustanus), јер му за загревање сопственог купатила треба превише времена.

## Начин градње
О систему хипокауста највише података даје Витрувије који препоручује да се у калдаријуму:
- Прво положе равне опеке (sesquipedales) од стопе и по, нагнуте према отвору пећи, да лопата не би остала унутра.[7]
- На то се ређају опеке (laterculibessales) у облику стубаца (pilae) величине осам палаца. Величина стубаца је две стопе, а на средишњем делу сваког ступца су се додиривала четири имбрекса. Ступци су некада, зависно од облика опеке, па су били полигонални, кружни, или често испод базена правоугаони, а забележени су случајеви коришћења керамичких цеви и базалта.[8] У купатилима је висина стубаца варирала од 60 до 100 cm, а у каснијој генези, уместо да се завршавају равном површином, ступци су постали носачи сводова преко којих је долазио слој опека у циљу повећавања стабилности пода.[9]
- Преко стубаца долази кровна опека дужине две стопе (laterculi bipedales) која држи под. На опекама покривачима почивао је под просторије дебљине око 20 cm, који се састојао од танког слоја малтера, који је био везиво за поплочање у техници opussigninum, opus tessellatum или за мермерне плоче. Површина оваквог пода није била превише врућа за кретање.

Загревање зидова тубулацијом
У другој половини 1. века п. н. е. откривена је техника загревања зидова за које Сенека бележи да су  „inpressi parietibus tubi“  („цеви што воде у зид“) помоћу шупљих цеви (tubuli) и опека са брадавицама (tegulae mammatae). Примери су забележени у јавном купатилу из доба Херода у Масади и приватном купатилу Куће Менандра у Помпеји (око 30. године п. н. е.). На зидни малтер су причвршћиване посебне кровне опеке да би се добила зидна изолација, која је истовремено омогућавала несметани проток врућег ваздуха. У градњису се најпре појавиле кружне керамичке цеви и tegulae mammatae. Tegulae mammatae су најобичније кровне опеке квадратног облика, са четири испупчења на сваком крају висине око 4-5 cm, које су се утискивале у зидни малтер и учвршћивале помоћу гвоздених клинова или кука. Сличне су и лат. tegulae hamatae које такође представљају кровне опеке са извијеном ивицом, а које у причвршћиване на крајевима. У купатлима се најчешће срећу керамичке шупљикаве цеви са бочним отворима, које су за зид биле причвршћене гвозденом куком. Преко шупљих цеви је наншен слој малтера дебљине 3-6 cm, на који су могле да се умећу мермерне плочице или штуко-декорација.
У неким римским купатилима истовремено се срећу шупљих цеви, опека са брадавицама и кровне опеке са керамичким спојницама.
Техника тубулације играла је посебну улогу у загревању просторија јер је одвлачила део топлоте од пода који би био преврућ за ходање и коришћење, али је и загревала зидове велике дебљине. Загревање зидова је нарочити значај имало у просторијама са функцијом парног купатила, на пример у калдаријуму, где се вода из базени (alvei)  често преливала и правила баре, а да у просторији није било ове врсте грејања, врела вода би испаравала и брзо кондензовала на хладним зидовима и просторија би била препуна паре.
Загревање зидова помоћу тубула и тегула мамата карактеристично је за купатила, док се у стамбеној архитектури онo углавном не користе.
Једна просторија у купатилу или великој римској вили могла је да има једно или више ложишта. Топлота ватре из префурнија ишла је између стубића суспензуре и директно загревала просторију, а индиректно су могле да се греју и суседне просторије. Тако, на пример ако су калдаријум или судаторијум загревани директно, поред њих је индиректно могао да се греје и тепидаријум.
Температура која је била потребна за загревање стамбених објеката била је око 150 °C. Код мањих купатила била је потребна нешто већа температура, док је за велике терме, на пример царске, било потребно достићи и око 800 °C.
Утрошак енергената и време потребно за достизање оптималне температура
У реконструисаном војничком купатилу у утврђењу у Залбургу, у два наврата извршена су експериментална загревања једне просторије (калдаријума величине 5,14 x 4,42 m (22,72 m²), дебљине зидова 50 cm, са суспензуром од 8 x 10 стубаца и ложиштем дужине 2,2 m и ширине канала 45 cm) са хипокаустом, која су дала сличне резултате. У експерименту су за загревање коришћени дрво и угаљ.
- У најповољнијим условима било је потребно око четири и по сата да би се температура пода у просторији која се директно греје из префурнијума подигла на 40 °C, односно на 25 °C у суседним одајама.
- У најнеповољнијим условима било је потребно читавих 7 часова и 45 минута да би се у суседним просторијама под загрејао на 25 °C.[17]

Такође овим истраживањима је утврђено да је у префурнијуму могуће сагорети око 70 kg дрвета на сат, односно око 20 цепаница.
На основу ових и других истраживања констатовано је да систем загревања хипокаустом ни у ком случају није спор систем и да не постоји савремено грејање које је у стању да за кратко време од хладних просторија са масивним зидовима и подовима направи такву пријатну климу у простору као хипокауст.